# Gabriel Calzada
Gabriel Calzada Álvarez (Las Palmas de Gran Canaria, 1972) Es un economista español de la escuela austriaca.Actual rector de la Universidad de las Hespérides.

## Biografía
Calzada fue  Rector de la Universidad Francisco Marroquín entre 2013 y 2021 y fue el vicerrector entre 2012 y 2013. También es miembro del consejo directivo de la Association for Private Enterprise Education (EE. UU.) y promotor y socio fundador del Escuela de Negocios Online de Madrid Manuel Ayau (OMMA).
Es doctor en economía por la Universidad Rey Juan Carlos de Madrid. Ha sido profesor en IE Universidad y la Universidad Rey Juan Carlos. También ha impartido clases como profesor visitante durante diversos años en la Universidad Francisco de Vitoria y en el Geneva Centre for Security Policy. Asimismo es miembro académico del Instituto Mises (Auburn, EE.UU) y miembro de la Sociedad Mont Pelerin.
En 2005 fundó en su domicilio de Madrid el think tank Instituto Juan de Mariana, del que es presidente-fundador. Ha publicado columnas de opinión en medios nacionales e internacionales y mantiene una intensa actividad como conferencista. En diversas ocasiones ha sido invitado por el Congreso y el Senado estadounidense para testificar en materias como política energética o medioambiental.